# Puchar Kontynentalny w kombinacji norweskiej 1998/1999
Sezon 1998/1999 Pucharu Kontynentalnego w kombinacji norweskiej rozpoczął się 8 grudnia 1998 w fińskiej miejscowości Taivalkoski, zaś ostatnie zawody z tego cyklu odbyły się 21 marca 1999 w Zakopanem. W kalendarzu znalazło się szesnaście zawodów, w tym osiem sprintów i osiem metodą Gundersena. 
Pierwotnie cykl ten nosił nazwę Pucharu Świata B, jednak w 2008 roku zmieniono ją na Puchar Kontynentalny. Tytułu najlepszego zawodnika bronił Norweg Lars Andreas Østvik. W sezonie tym najlepsi okazali się ex aequo Austriak Christoph Bieler i Norweg Preben Fjære Brynemo.

## Kalendarz i wyniki
| Lp  | Data             | Miejscowość            | Konkurencja          | 1. miejsce           | 2. miejsce          | 3. miejsce           |
| --- | ---------------- | ---------------------- | -------------------- | -------------------- | ------------------- | -------------------- |
| 1.  | 8 grudnia 1998   | Taivalkoski            | Gundersen K90/15 km  | Jaakko Tallus        | Kouji Takasawa      | Roman Perko          |
| 2.  | 10 grudnia 1998  | Taivalkoski            | Sprint K90/7,5 km    | Aleksiej Barannikow  | Robert Stadelmann   | Jaakko Tallus        |
| 3.  | 12 grudnia 1998  | Vuokatti               | Gundersen K90/15 km  | Jaakko Tallus        | Kari Manninen       | Ivan Rieder          |
| 4.  | 15 grudnia 1998  | Vuokatti               | Sprint K90/7,5 km    | Jaakko Tallus        | Ricardo Stärker     | Ralf Adloff          |
| 5.  | 18 stycznia 1998 | Otepää                 | Sprint K70/7,5 km    | Michael Gruber       | Topi Sarparanta     | Tony Kilponen        |
| 6.  | 20 stycznia 1998 | Otepää                 | Gundersen K70/15 km  | Frédéric Baud        | Aleksiej Barannikow | Jan Matura           |
| 7.  | 9 stycznia 1999  | Garmisch-Partenkirchen | Gundersen K115/15 km | Andrea Longo         | Marko Baacke        | Ludovic Roux         |
| 8.  | 10 stycznia 1999 | Garmisch-Partenkirchen | Sprint K115/7,5 km   | Andrea Longo         | Sebastian Haseney   | Pavel Churavý        |
| 9.  | 15 stycznia 1999 | Chamonix               | Gundersen K120/15 km | Lars Andreas Østvik  | Andrea Longo        | Ludovic Roux         |
| 10. | 17 stycznia 1999 | Chamonix               | Sprint K120/7,5 km   | Sebastian Haseney    | Robert Stadelmann   | Andrea Longo         |
| 11. | 21 stycznia 1999 | Lake Placid            | Sprint K120/7,5 km   | Andrea Longo         | Lars Andreas Østvik | Carl Van Loan        |
| 12. | 22 stycznia 1999 | Lake Placid            | Sprint K120/7,5 km   | Sebastian Haseney    | Lars Andreas Østvik | Andrea Longo         |
| 13. | 24 stycznia 1999 | Lake Placid            | Gundersen K120/15 km | Kouji Takasawa       | Lars Andreas Østvik | Andrea Longo         |
| 14. | 5 marca 1999     | Klingenthal            | Sprint K70/7,5 km    | Johnny Spillane      | Demian Carson       | Preben Fjære Brynemo |
| 15. | 7 marca 1999     | Klingenthal            | Gundersen K70/15 km  | Preben Fjære Brynemo | Demian Carson       | Johnny Spillane      |
| 16. | 13 marca 1999    | Klingenthal            | Gundersen K70/15 km  | Eiji Masaki          | Andreas Hurschler   | Demian Carson        |
| 17. | 21 marca 1999    | Zakopane               | Gundersen K120/15 km | Christoph Bieler     | Demian Carson       | Kouji Takasawa       |

## Klasyfikacje
| Lp. | Zawodnik             | Punkty |
| 1.  | Christoph Bieler     | 239    |
| 1.  | Preben Fjære Brynemo | 239    |
| 3.  | Kouji Takasawa       | 205    |
| 4.  | Bill Demong          | 201    |
| 5.  | Aleksiej Barannikow  | 178    |
| 6.  | Ludovic Roux         | 174    |
| 7.  | Demian Carson        | 162    |
| 8.  | Pavel Churavý        | 155    |
| 9.  | Sepp Buchner         | 141    |
| 10. | Matt Dayton          | 139    |